# Monodelphis scalops
Monodelphis scalops e вид опосум от семейство Didelphidae.

## Географско разпространение
Обитава територия обхващаща югоизточните части на Бразилия в близост до атлантическото крайбрежие и провинция Мисионес, Аржентина. Местообитанията му включват влажни крайбрежни атлантически гори.

## Хранене
Представителите на вида консумират насекоми и малки гръбначни.